# Petya (malware)

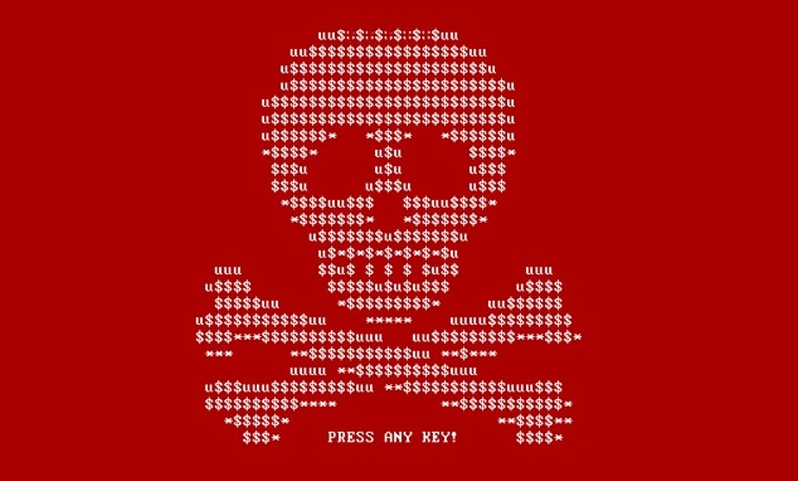
Obrazovka počítače po napadení Petya virem

Petya je rodina šifrovacího malwaru, který se poprvé objevil v roce 2016. Cílí na operační systém Microsoft Windows, kde napadá master boot record a následně zabrání operačnímu systému se nabootovat. Následně po poškozeném uživateli požaduje uskutečnění platby v měně Bitcoin, aby mohl získat opět přístup do systému.